# 소호 (런던)

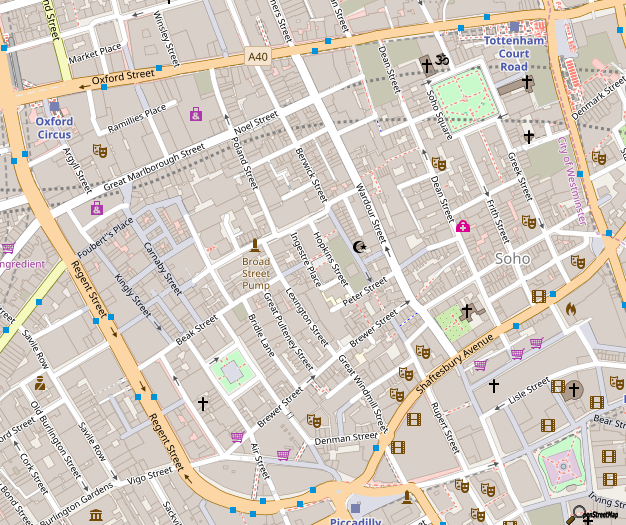
소호의 지도

소호(Soho)는 영국 런던의 웨스트엔드의 한 지역으로, 19세기부터 런던의 대표적인 번화가 중 하나로 성장하였다.
소호는 역사적 유서가 있으며 유명한 영국 소설작가들에 의해서도 그들의 작품속에서 배경으로 언급되는 소재가 되어주었다.
소호 내의 Old Compton Street 부근 지역은 게이 커뮤니티로도 잘 알려져있다.

## 골든스퀘어
| |
| 소호내에 있는 골든스퀘어는 버킹엄궁전앞광장의 빅토리아 기념비(Victoria Memorial)로부터 도보로 약3km 거리에 위치하고있는 조그마한 정원같은 공원이다. |

## 소설 배경
헨리 지킬 (Henry Jekyll)박사와 에드워드 하이드(Edward Hyde)가 등장하는 단편소설  지킬 박사와 하이드(Dr. Jekyll and Hyde)에서 작가 로버트 루이스 스티븐슨(Robert Louis Stevenson)은 소호를 배경으로 등장시킨다.  찰스 디킨스Charles Dickens) 역시 여러 작품에서 소호를 언급했다. 두 도시 이야기에서 루이스 마네트(Lucie Manette)와 그녀의 아버지 알렉산드르 마네트(Alexandre Manette) 박사는 소호 광장에 살았고 골든스퀘어(Golden Square)는 니콜라스 니클비(Nicholas Nickelby)에서 언급되며 랄프 니클비(Ralph Nickelby)는 광장에 집이 있고 중앙에 있는 조지2세(George II)동상은 "슬픔"으로 묘사된다.  조셉 콘래드(Joseph Conrad)는 그의 소설 비밀요원(The Secret Agent)에서 소호를 포르노 가게를 운영한 프랑스 이민자인 비밀 요원의 집으로 등장시켰다. 

## 같이 보기
- 트라팔가 광장